# 小林和作
小林 和作（こばやし わさく、1888年8月14日 - 1974年11月4日）は、日本の洋画家。主に風景画を手がけた。

## 経歴
1888年、山口県吉敷郡秋穂町（現・山口市）の裕福な地主の家に生まれる。生まれつき、吃音があった。1908年、京都市立美術工芸学校卒業。日本画家の川北霞峰に師事し、号を「霞村」とする。1910年、京都市立絵画専門学校（現 京都市立芸術大学）に入学。在学中、第4回文展に入選。1913年、同校を卒業。1918年頃、日本画から洋画に転向し、鹿子木孟郎の画塾に通う。1922年、上京して梅原龍三郎・中川一政・林武らの指導を受ける。1925年、第3回春陽会で春陽会賞を受賞。翌年も出品し、春陽会賞を受賞した。1927年（昭和2年）、春陽会会員となる。1928年1月から1929年4月まで渡欧。1934年、春陽会を退会し、独立美術協会会員となる。この頃、広島県尾道市に移り住む。
1945年（昭和20年）8月6日、郷里の山口から午前4時の汽車で尾道に帰る予定だったが、急用ができたため午前8時に乗車し、被爆の難を逃れている。尾道では、広島県美展の創設や広島県立美術館の設立に尽力するなど、広島県の美術界の発展や後進の育成に力を注いだ。1951年、第2回山陽新聞社賞を受賞。1953年、芸術選奨文部大臣賞を受賞。1971年、勲三等旭日中綬章。1974年、秋穂町名誉町民。1978年、尾道市名誉市民。
1974年11月3日、広島での写生旅行中に誤って転倒して頭を強打し、翌日に死去した。享年86。命日の11月4日には、墓所と筆塚のある西國寺で和作忌が開かれている。